# Присяга Шуйських

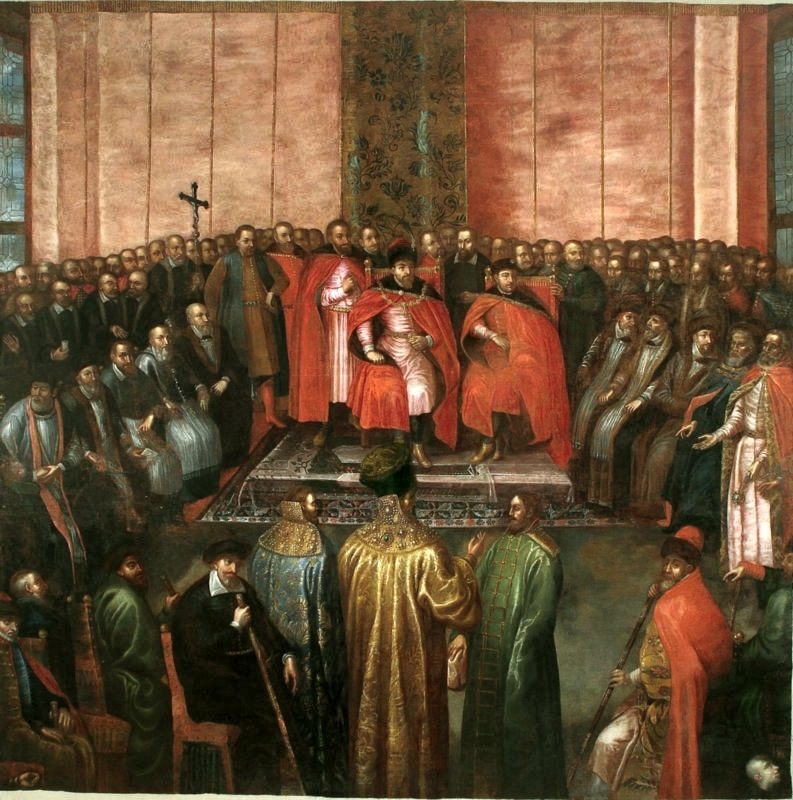
Станіслав Жолкевський представляє королю Сигізмунду III та королевичу Владиславу на Сеймі 1611 р. спійманих царів Шуйських. Томмазо Долабелла (копія невідомого автора) із колекції замку у Підгірцях

Присяга Шуйських — присяга російського царя Василя Шуйського та його братів, Дмитра та Івана Пуговки, які перебували в польському полоні, королю польському Сигізмунду III Вазі та його сину, царю московському Владиславу, принесена 29 жовтня 1611 року в Сенатській залі Королівського Замку у Варшаві. Василь Шуйський на той час був повалений з російського трону, Дмитро ж був розбитий у битві при Клушині 4 липня 1610 року, бувши командувачем російсько-шведських військ.

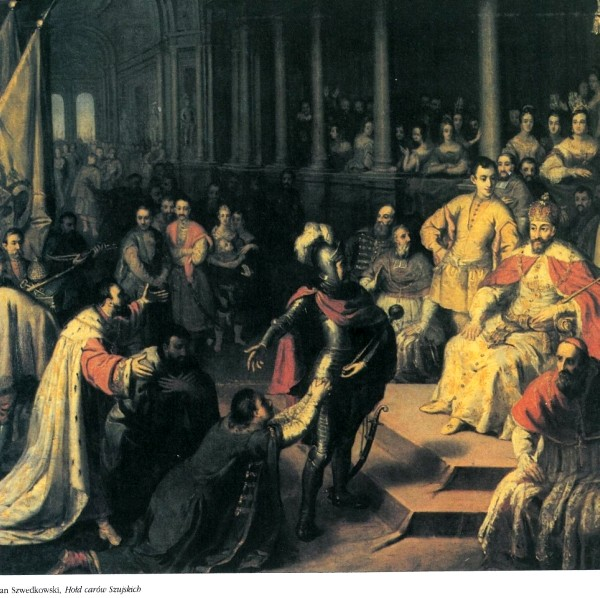
Присяга московських царів, Ян Канти Шведковський

Під дзвони, при великому скупченні народу гетьман польний коронний Станіслав Жолкевський провіз бранців у відкритому для загального огляду візку Варшавою і після тріумфального в'їзду в Королівський Замок поставив їх перед королем Сигізмундом III, депутатами та сенаторами. Окрім Василя, Дмитра та Івана Пуговки Шуйських, серед бранців були дружина Дмитра, княгиня Катерина Григорівна — дочка Григорія «Малюти» Скуратова, колишній воєвода смоленський Михайло Шеїн, митрополит Ростовський Філарет.
У Сенатській залі Королівського Замку були також єпископи, провідні політики та воєначальники. Біля трону Сигізмунда розмістилися примас польський та великий канцлер коронний. Цар Василь Шуйський з непокритою головою схилився до землі, долонею правої руки торкнувся землі, а потім поцілував її. Потім склав присягу, підкорився маєстату (величі) Речі Посполитої, визнав себе переможеним і пообіцяв, що Росія більше ніколи на Польщу не нападе. Тільки після цієї присяги король Сигізмунд дозволив йому поцілувати руку, що було ще одним проявом переваги Польської Корони. Князь Дмитро упав обличчям до землі і бив чолом перед королем і Річчю Посполитою, після чого склав таку ж присягу, як колишній цар. Великий князь Іван упав обличчям і тричі бив поклони, потім присягнув так само, як і його брати. Перед польським троном лежали здобуті у битвах під Клушиним і Кремлем російські хоругви, зокрема найзначніша — царська хоругва Василя Шуйського. Церемонія російської присяги закінчилася урочистою літургією в костелі св. Яна.

### Московська каплиця— склеп царів Шуйських

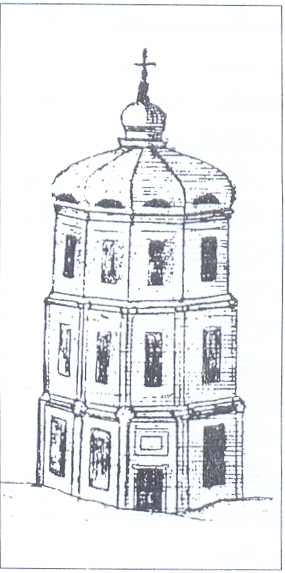
Московська каплиця — реконструкція Сигізмунда Лібровича, близько 1901

На жаль, не збереглася до нашого часу Московська каплиця — Kaplica Moskiewska (1620 — бл. 1768) — склеп померлих у полоні Шуйських. Вона знаходилася недалеко від перетину вулиці Краківське передмістя, Солецького тракту (нинішні вулиці Тамка та Миколи Коперника) та дорогою на Черськ (сучасн. вул. Новий Свят). Текст напису, розміщеного королем Сигізмундом III Вазою над входом у Московську каплицю:
| Латинський текст | Український переклад |
| --- | --- |
| Jesu Christi Dei Filii, Regis Regum, Dei Exercituum, Gloriae. Sigismundus Tertius Rex Poloniæ & Sueciæ Exercitu Moschovitico ad Clussinum cæso, Moscoviæ Metropoli deditione acepta, Smolensco Republicæ restitutio. Basilio Szuyski, Magno Duce Moschoviæ, Et Fratre eius Demetrio Militiæ Præfecto, Captiuis iure belli receptis. Et in Arce Gostiniensi sub custodia habitis, Ibique vita functis, Humanæ fortis memor, Ossa illorum huc deferre. Et ne se regnante etiam hostes, Iniusteque Sceptra parantem, Iustis sepulturaque carerent. In hoc A se ad publicam posteritatis memoriam, Regnique sui nomen, Extructo trophæo, Deponi iussit. Anno a Partu Virginis, M. DC. XX. Regnorum Nostrum Poloniæ, XXXIII. Sueciæ XXVI. | Слава Ісусу Христу, Царю Царів, Господу Саваоту. Сигізмунд Третій, король Польщі та Швеції, перемігши війська московські під Клушиним, прийняв капітуляцію столиці Москви, повертаючи Смоленськ Речі Посполитій. Василь Шуйський, Великий Князь Московський, та його брат Дмитро, воєначальник, по праву військовому захоплені у полон. У Гостининському замку мешкаючи, закінчили свої дні; пам'ятаючий про долю людську приносить сюди їхні останки. І хоч вороги ці безправно правили, не були позбавлені місця поховання. На цьому пам'ятнику, поставленому для загальної пам'яті нащадків, своє ім'я розмістити наказую. Року [Господнього] від народження від Діви 1620-го, царювання Нашого в Польщі 33-го, у Швеції — 26-го. |

### Колона короля Сигізмунда

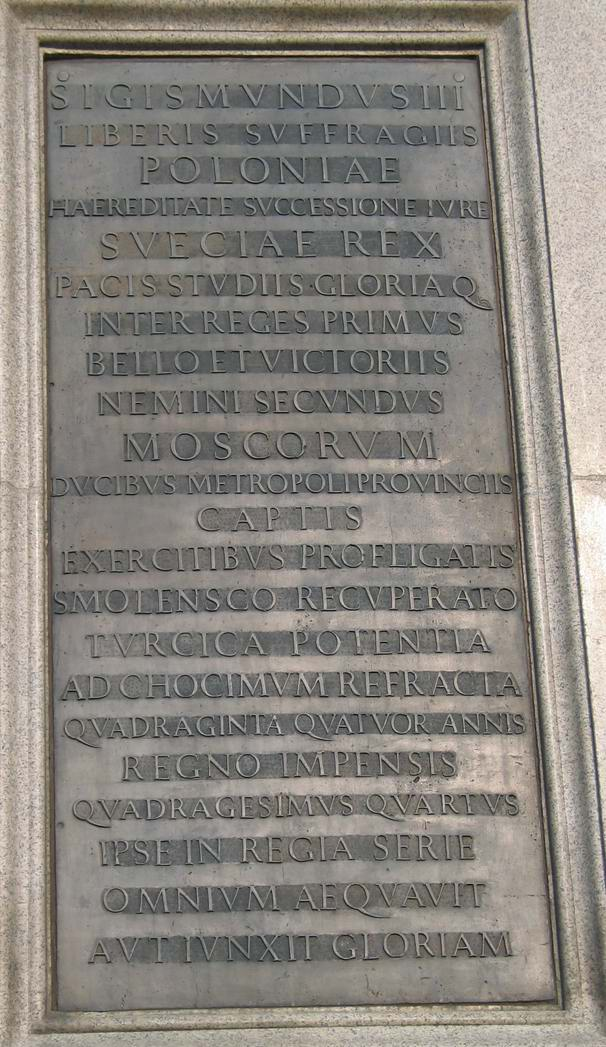
Напис на західній стороні колони короля Сигізмунда III у Варшаві

Колона, споруджена Владиславом IV в 1643—1644 рр. на честь його батька, Сигізмунда III, прикрашена у цокольній частині чотирма бронзовими пам'ятними дошками. Текст із західного боку:
| Латинський текст | Український переклад |
| --- | --- |
| SIGISMVUNDUS III LIBERIS SVFFRAGIIS POLONIAE HAEREDITATE SVCCESSIONE IVRE SVECIAE REX PACIS STVDIIS GLORIAQ INTER REGES PRIMVS BELLO ET VICTORIIS NEMINI SECVNDVS MOSCORVM DVCIBVS METROPOLI PROVINCIIS CAPTIIS EXERCITIBVS PROFLIGATIS SMOLENSCO RECVPERATO TVRCIA POTENTIA AD CHIOCIMVM REFRACTA QVADRAGINTA QVATVOR ANNIS REGNO IMPRENSIS QVADRAGESIMVS QVARTVS IPSE IN REGIA SERIE OMNIVM AEQVAVIT AVT IVNXIT GLORIAM | Сигізмунд III, вільно обраний король Польщі, спадкоємний король Швеції, в любові до миру і слави перший серед королів, що у війні і перемогах не поступається нікому, взяв у полон вождів московських, столицю і землі [московські] зайняв, війська розгромив, Смоленськ повернув, зламав під Хотином міць Туреччини, царював сорок чотири роки, сорок четвертий король, зрівнявся у славі з усіма [попередніми] і прийняв її [славу] повністю |